# Mannen i den grå kostymen
Mannen i den grå kostymen är en amerikansk film från 1956 i regi av Nunnally Johnson. Det är en filmatisering av boken The Man in the Gray Flannel Suit av Sloan Wilson.

## Handling
Tom Rath kämpar för att försörja sin familj, samtidigt som han döljer en hemlighet för sin hustru sedan tio år tillbaka. Under sin tjänstgöring i andra världskriget hade han en affär med en italiensk kvinna vilket resulterade i att hon blev gravid.

## Rollista
| Gregory Peck     | – Tom Rath        |
| Jennifer Jones   | – Betsy Rath      |
| Fredric March    | – Ralph Hopkins   |
| Marisa Pavan     | – Maria Montagne  |
| Lee J. Cobb      | – Bernstein       |
| Ann Harding      | – Helen Hopkins   |
| Keenan Wynn      | – Caesar Gardella |
| Gene Lockhart    | – Bill Hawthorne  |
| Gigi Perreau     | – Susan Hopkins   |
| Portland Mason   | – Janey           |
| Arthur O'Connell | – Gordon Walker   |
| Henry Daniell    | – Bill Ogden      |
| Connie Gilchrist | – Mrs. Manter     |
| Joseph Sweeney   | – Schultz         |